# Davide Incerti
Davide Fabrizio Incerti (L'Avana, 22 giugno 2002) è un calciatore cubano con cittadinanza italiana, centrocampista del Ferrandina.

## Biografia
È nato all'Avana da padre italiano, a sua volta ex calciatore, e madre cubana.

## Carriera

### Club
Muove i suoi primi passi nell'A.C. Liberi, prima di approdare in prestito nel 2019 al settore giovanile del Genoa. L'anno successivo viene nuovamente girato in prestito, questa volta alla Ternana, con cui gioca nella formazione Primavera. Il 1º luglio 2021 viene riscattato dalla Ternana. Un mese dopo passa in prestito all'Atletico Uri in Serie D per una stagione, nella quale disputa 31 partite in campionato e 2 partite nella Coppa Italia Serie D.
Il 7 luglio 2022 viene acquistato a titolo definitivo dalla società di Serie C dell'Olbia, con la quale tra il 2022 ed il 2024 gioca in totale 36 partite in questa categoria. Successivamente torna in Serie D, categoria in cui veste le maglie di Matera e Brindisi.

### Nazionale
Nel 2021 riceve le prime chiamate dalla nazionale cubana, con cui esordisce il 2 giugno dello stesso anno contro le Isole Vergini britanniche nelle qualificazioni al campionato mondiale di calcio 2022.

## Statistiche

### Presenze e reti nei club
Statistiche aggiornate al 29 aprile 2024.
| Stagione        | Squadra         | Campionato      | Campionato | Campionato | Coppe nazionali | Coppe nazionali | Coppe nazionali | Coppe continentali | Coppe continentali | Coppe continentali | Altre coppe | Altre coppe | Altre coppe | Totale | Totale |
| Stagione        | Squadra         | Comp            | Pres       | Reti       | Comp            | Pres            | Reti            | Comp               | Pres               | Reti               | Comp        | Pres        | Reti        | Pres   | Reti   |
| --------------- | --------------- | --------------- | ---------- | ---------- | --------------- | --------------- | --------------- | ------------------ | ------------------ | ------------------ | ----------- | ----------- | ----------- | ------ | ------ |
| 2021-2022       | Atletico Uri    | D               | 31         | 0          | CI-D            | 2               | 0               |                    | -                  | -                  |             | -           | -           | 33     | 0      |
| 2022-2023       | Olbia           | C               | 27         | 0          | CI-C            | 2               | 0               |                    | -                  | -                  |             | -           | -           | 29     | 0      |
| 2023-2024       | Olbia           | C               | 9          | 0          | CI-C            | 1               | 0               |                    | -                  | -                  |             | -           | -           | 10     | 0      |
| Totale Olbia    | Totale Olbia    | Totale Olbia    | 36         | 0          |                 | 3               | 0               |                    | -                  | -                  |             | -           | -           | 39     | 0      |
| Totale carriera | Totale carriera | Totale carriera | 67         | 0          |                 | 5               | 0               |                    | -                  | -                  |             | -           | -           | 72     | 0      |

### Cronologia presenze e reti in nazionale
| Cronologia completa delle presenze e delle reti in nazionale ― Cuba | Cronologia completa delle presenze e delle reti in nazionale ― Cuba | Cronologia completa delle presenze e delle reti in nazionale ― Cuba | Cronologia completa delle presenze e delle reti in nazionale ― Cuba | Cronologia completa delle presenze e delle reti in nazionale ― Cuba | Cronologia completa delle presenze e delle reti in nazionale ― Cuba | Cronologia completa delle presenze e delle reti in nazionale ― Cuba | Cronologia completa delle presenze e delle reti in nazionale ― Cuba |
| Data                                                                | Città                                                               | In casa                                                             | Risultato                                                           | Ospiti                                                              | Competizione                                                        | Reti                                                                | Note                                                                |
| ------------------------------------------------------------------- | ------------------------------------------------------------------- | ------------------------------------------------------------------- | ------------------------------------------------------------------- | ------------------------------------------------------------------- | ------------------------------------------------------------------- | ------------------------------------------------------------------- | ------------------------------------------------------------------- |
| 2-6-2021                                                            | Città del Guatemala                                                 | Cuba                                                                | 5 – 0                                                               | Isole Vergini Britanniche                                           | Qual. Mondiali 2022                                                 | -                                                                   | 76’                                                                 |
| 8-6-2021                                                            | Basseterre                                                          | Saint Vincent e Grenadine                                           | 0 – 1                                                               | Cuba                                                                | Qual. Mondiali 2022                                                 | -                                                                   | 59’                                                                 |
| 24-3-2022                                                           | Antigua Guatemala                                                   | Guatemala                                                           | 1 – 0                                                               | Cuba                                                                | Amichevole                                                          | -                                                                   | 65’                                                                 |
| 27-3-2022                                                           | Belmopan                                                            | Belize                                                              | 0 – 3                                                               | Cuba                                                                | Amichevole                                                          | -                                                                   | 80’                                                                 |
| 2-6-2022                                                            | Les Abymes                                                          | Guadalupa                                                           | 2 – 1                                                               | Cuba                                                                | CONCACAF Nations League 2022-2023 - Fase a gironi                   | -                                                                   | 82’                                                                 |
| 9-6-2022                                                            | Basseterre                                                          | Antigua e Barbuda                                                   | 0 – 2                                                               | Cuba                                                                | CONCACAF Nations League 2022-2023 - Fase a gironi                   | -                                                                   | 84’                                                                 |
| 12-6-2022                                                           | Santiago di Cuba                                                    | Cuba                                                                | 3 – 1                                                               | Antigua e Barbuda                                                   | CONCACAF Nations League 2022-2023 - Fase a gironi                   | -                                                                   | 74’                                                                 |
| Totale                                                              |                                                                     | Presenze                                                            | 7                                                                   |                                                                     | Reti                                                                | 0                                                                   |                                                                     |